# 国鉄62系電車 (初代)
62系電車は、1943年（昭和18年）に日本国有鉄道の前身である鉄道省が身延線向けに木造電車の鋼体化により製造した、車体長17m級2扉クロスシートの旧形電車を便宜的に総称したものである。
具体的には、制御電動車のモハ62形（62001 - 62003）、制御車のクハ77形（77001 - 77003）の計6両を指すが、太平洋戦争後に30系、50系からの改造編入車があり、これらについても本項で詳述する。

## 概要
1941年（昭和16年）に国有化された身延線の輸送力増強用として、1942年（昭和17年）に計画されたものであるが、戦時情勢によって竣工は1944年（昭和19年）3月にまで遅れた。鋼体化工事は、モハ10形（初代）、クハ17形各3両を種車として大井工機部で行われ、モハ62形、クハ77形各3両が竣工した。
鋼体化改造前後の番号新旧対照は、次のとおりである。
モハ10155, 10184, 10149 → モハ62001 - 62003
クハ17087, 17086, 17113 → クハ77001 - 77003
全線90km近い身延線での長距離運用を当初から想定したため、富士身延鉄道からの買収電車同等に、便所を設置するクロスシート車となった。
車体は側面2扉でボックスシート片側4組を扉間に装備し、車端部と戸袋部はロングシートである。側面窓の配置は、両形式ともd1D9D11で、窓はすべて800mm幅である。身延線のホーム高さの関係から、客用扉には踏段（ステップ）が設けられたため、台枠形式はモハ62形がUF114、クハ77形がUF115となった。便所をクハ77形に設置し、電動車と制御車の2両編成で運用することとしたため、前面は非貫通の3枚窓とされ、連結面にも貫通路と幌が装備された。また、身延線のトンネルの高さが低く、パンタグラフの絶縁距離を確保するため、車体高は従来の一般型電車よりも100mm低い3650mmとなった。
戦時中の竣工であるため、各部の工作の簡素化が行われており、雨樋はなく、出入り口の上部に水切りが設けられたのみである。また、前面側は在来車と同様に屋根の端部が下がった形態であるが、連結面側は完全な切妻形である。屋根上の通風器はガーランド形が1列とされている。

## 30系からの改造編入車
飯田線、身延線用に静岡鉄道管理局へ転用されていたモハ30形、クハ38形50番台に対し、1950年（昭和25年）、1951年（昭和26年）の2年度にわたって、豊川分工場および名古屋工場で長距離用化改造が実施された。改造内容は、中央扉を埋め込んでの2扉化と車内座席のボックスシート化で、クハについては便所も設置された。対象となったのは、モハ30形2両、クハ38形4両で、番号の新旧対照は次のとおりである。
モハ30073, 30074 → モハ62011, 62012
クハ38075, 38057, 38058, 38059 → クハ77011, 77017, 77018, 77019
上記のうち、77017, 77019は、更新修繕Iの際に台車がDT10からDT11に交換されている。

## 50系からの改造編入車
1949年（昭和24年）9月に総武線平井駅で発生した架線事故で半焼し、休車となっていたクハ65形2両を名古屋工場で復旧のうえ、飯田線用の長距離用電車としたもので、1951年3月に竣功した。
当初の計画では、中央扉を埋め込み、その跡に窓を1個増設した程度の簡易な改造となるはずであったが、改造を担当した名古屋工場では、計画どおりの2扉ボックスシート車としたものの、窓配置と座席配置が一致しないのを嫌って側面を完全に作り替え、幅700mmの窓が並ぶ形態（窓配置dD12D2）とした。そのため、座席間隔は当時の三等車としては破格の1500mmとなった。番号の新旧対照は次のとおりである。
クハ65127, 65169 → クハ77051, 77053
この2両は、後年旧形電車全般に実施された更新修繕IIを実施されず、廃車まで客用扉は木製、屋根上の通風器はガーランド形のままであった。1960年（昭和35年）5月に交流直流両用の試作電車（491系）の電源車に改造されることとなり、前年11月に除籍されていた18051の廃車中止公報が出されたが、その直前に一足違いで廃車解体されてしまい、結局伊那電気鉄道引継ぎのクハ5900形が使用されることになるという逸話もあった。残った18053も1963年（昭和38年）に廃車となった。

## 1953年車両形式称号規程改正による変更
1953年（昭和28年）6月1日に施行された車両形式称号規程改正では、車体長17m級の鋼製電車は形式10 - 29に定められたため、本グループは1950年8月24日、身延線内船 - 寄畑間で落雷事故により全焼し、廃車された62001を除く全車が改番の対象となった。この改正によりモハ62形は旧モハ32形とともにモハ14形に統合され、クハ77形はクハ18形に改められた。番号の新旧対照は次のとおりである。
モハ62002, 62003, 62011, 62012 → モハ14100, 14101, 14111, 14110
クハ77001 - 77003, 77011, 77017, 77018, 77019, 77051, 77053 → クハ18001 - 18003, 18011, 18013, 18010, 18015, 18051, 18053

## 更新修繕

### オリジナル車
モハ14100, 14101、クハ18001, 18003については、1953年度に豊川分工場で更新修繕が行なわれた。この際、屋根上の通風器はガーランド形からグローブ形に交換、客用扉のステップも除去され、車体周囲の雨樋もこの時設置された。ボックスシートについては80系と同等のものに交換された。モハ14101については、台車がDT11に交換されている。

### 30系改造車
30系改造車については、改造当初は原形のモニター屋根のままであったが、クハ16形と同様に更新修繕IIの施行と同時に丸屋根に改造され、妻面は切妻となった。18010, 18011の2両については、更新修繕IIを実施されず、モニター屋根のまま1959年に廃車となった。
モハ14形については、1954年（昭和29年）に2両が追加改造されている。こちらは改造の際に更新修繕IIを併施し、丸屋根・切妻車体で落成している。番号の新旧対照は次のとおりである。
モハ11078, 11019 → モハ14114, 14116

## 経歴
身延線用として同線の建築限界狭小トンネルに対応し、低屋根を採用した本系列であったが、太平洋戦争後に絶縁距離の不足に起因する火災事故が相次いだことから、さらに屋根を低くして保安対策を強化したクモハ14形（後の800番台）が使用されることになり、それまで使用されていた富士身延鉄道引継ぎの社形電車も含めて、全車が飯田線に転用された。
そのうち、18003は1955年（昭和30年）1月20日飯田線門島 - 田本間で落石に衝突し転落、大破して廃車となり、14100は1959年（昭和34年）に廃車となった。同年6月に施行された車両形式称号規程改正では、制御電動車と中間電動車が分離されたことにより、モハ14形はクモハ14形に改められている。残りについては、1966年（昭和41年）および1970年（昭和45年）に老朽廃車となり、このグループは消滅した。特筆されるものとしては、14101は大垣電車区に転出して垂井線（東海道本線大垣 - 関ケ原間）で使用されている。

### 廃車リスト
- 1950年（昭和25年）度
  - モハ62形 : 62001（静・事故廃車）

- 1954年（昭和29年）度
  - クハ18形 : 18003（静・事故廃車）

- 1959年（昭和34年）度
  - クモハ14形 : 14100（静トヨ）
  - クハ18形 : 18010, 18011, 18051（静ママ）

- 1962年（昭和37年）度
  - クハ18形 : 18053（静ママ）

- 1966年（昭和41年）度
  - クモハ14形 : 14101（名カキ）, 14110, 14111, 14114, 14116（静ママ）
  - クハ18形 : 18001, 18002（静ママ）

- 1970年（昭和45年）度
  - クハ18形 : 18013（静チウ）, 18015（静ヌマ）

## 譲渡
1959年に廃車となった14100は、西武鉄道に譲渡され、モハ351形352として導入された。なお、西武鉄道へは1950年に事故廃車となった62001も譲渡され、同社モハ311形319として再生されている。
1963年に廃車となった18053は、伊豆箱根鉄道に譲渡され、クハ26として大雄山線で使用された。譲渡の際、車体中央部に扉を増設して3扉ロングシート車となり、1980年代まで使用された。